# カルトリ王国

カルトリ王国
ქართლის სამეფო (ジョージア語)

1490年のグルジアの地図

カルトリ王国（グルジア語: ქართლის სამეფო、カルトリス・サメポ ）は、1466年から1762年までグルジア中部に存在したトビリシを首都とする王国である。存在した期間の大半はサファヴィー朝の封臣だったが、末期の1747年にその支配を脱した。

## 歴史

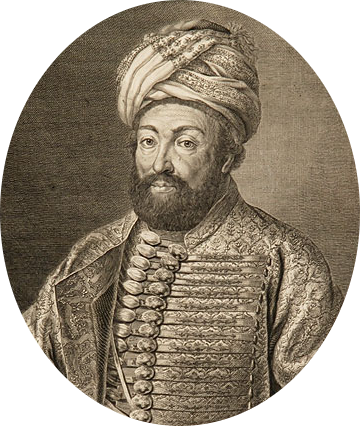
テイムラズ2世、1732年から1744年までカヘティ王、1744年から1762年までカルトリ王

長い経済的、政治的な衰退を経て、グルジア王国は15世紀には西に攻撃的な隣国オスマン帝国を抱え、さらに16世紀には東のサファヴィー朝が追加された。両国の影響で王国は存在した300年間、長年戦争状態にあるか、ペルシアに統治されている状態にある。
グルジアは社会の不安、封臣たちの分離主義、そして内戦に悩まされた。1463年、王族バグラト6世がイメルティ王を称して反乱、チホリの戦いで迎撃したグルジア王ギオルギ8世が大敗したことでグルジア王国は解体しはじめた。1465年、ギオルギ8世は捕らえられて廃位され、バグラト6世は権力の空白に乗じてカルトリ王を名乗り、1466年にカルトリを制圧した。バグラト6世の権力が大きすぎることを嫌った貴族たちはギオルギ8世を解放したが、彼は王位を取り戻せずカヘティ王しか名乗れなかったことで王国の分裂はさらに進行した。
バグラト6世はそのままカルトリを統治したが、1478年に王族のコンスタンティネ2世に反乱をおこされ廃位された:187, 215。コンスタンティネ2世も貴族反乱に悩まされ、1483年にアラデティの戦いで貴族に敗北したことでバグラト6世の子アレクサンドレ2世はイメルティ王を名乗った。コンスタンティネ2世は1489年にイメレティ王国に侵攻しようとしたが失敗し、1490年にグルジア王国の分裂を追認せざるをえなかった。この時点でグルジアにはイメレティ王国、カヘティ王国、カルトリ王国と3つの王国が並立した:219。
この3王国間の平和は長続きしなかった。カヘティ王ギオルギ2世が1511年に即位するとすぐにカルトリに遠征した。彼はカルトリ王ダヴィド10世を追放してカルトリを併合しようとしたが、ダヴィド10世の弟バグラト1世に防がれ、逆に捕虜にされて獄死した。ダヴィド10世は機に乗じてカヘティ全土に侵攻、占領した。カヘティ王国は1520年、ギオルギ2世の子レヴァン（レヴァニ）を支持した貴族たちにより王に推されたことで復活した。カルトリ王国の西もイメレティ王アレクサンドレ2世の攻撃に悩まされたが、イメレティがオスマン帝国の略奪を受けたことで彼は引き返し、まもなく死去した。
16世紀中期から1747年まで、カルトリ王国はペルシア統治をうけ、毎年軍馬や酒などの貢物を献上した。しかし、1747年にアフシャール朝のナーディル・シャーが暗殺されると、精力的な王エレクレ2世がペルシア人を撃退し、父のカルトリ王テイムラズ2世死去後はその領域をも継承して、1762年、トビリシに都を置くカルトリ・カヘティ王国を建てた。その後、王国は1783年のギオルギエフスク条約でロシア帝国の保護国となったが、1795年にガージャール朝の創始者アーガー・モハンマド・シャーの侵攻を受けたときはロシアが条約を無視して援助せず、グルジアは敗北。ロシアはそのまま衰退したグルジアを1802年に併合し、1813年のゴレスターン条約でガージャール朝にも認めさせた。